# Netinho (cantor)
Ernesto de Souza Andrade Júnior (Santo Antônio de Jesus, 12 de julho de 1966), mais conhecido como Netinho, é um cantor e compositor brasileiro.

## Biografia
Nascido em Santo Antônio de Jesus, interior da Bahia, no dia 12 de julho de 1966, Ernesto de Souza Andrade Júnior começou sua carreira cedo. Ganhou seu primeiro violão aos 14 anos, um presente de sua mãe, e depois de ingressar no curso de Engenharia Civil da Universidade Católica do Salvador, começou a tocar profissionalmente em bares da cidade, com o repertório de MPB e muita Bossa Nova. Em 1984, descobriu o Carnaval e se apaixonou pela energia dos trios elétricos e pela alegria contagiante da música baiana. No mesmo ano, desfilou como folião no Bloco Beijo, ainda no comando de Luiz Caldas & Banda Acordes Verdes.

## Carreira

### 1988–92: Banda Beijo
Começou a carreira em 1988 como vocalista da Banda Beijo, quando estreou no circuito do Carnaval aos 22 anos gravou o primeiro disco com a banda, e estourou nas rádios de todo o Brasil com a música “Beijo na Boca”. Esse sucesso levou a projeção nacional da banda, sendo o primeiro artista de axé a apresentar no programa Domingão do Faustão.  Seu terceiro disco na banda Beijo, com o selo BMG, foi gravado em 1990, e teve seu lançamento em Salvador, na cobertura do Shopping Barra, reunindo cerca de 40 000 pessoas no estacionamento e nas ruas da região. Um ano depois, já com a PolyGram gravou Badameiro, e no ano seguinte Aconteceu, Axé Music, quando as micaretas viraram sucesso em todo o país. Marco inédito na história foi feito pelo cantor, durante a Copa do Mundo FIFA de 1990, na Itália. Netinho protagonizou a primeira ida de um trio elétrico para outro país, animando os torcedores naquele país europeu. O trio elétrico viajou de navio e demorou dois meses para chegar à Itália. Tendo sempre dirigido seus próprios concertos, o cantor passou a empresariar blocos e trios no carnaval baiano, o que acabou tornando-se sua principal atividade no decorrer da carreira. Em 1992 tornou-se o primeiro artista brasileiro a desfilar com um trio elétrico no Rio de Janeiro, na Avenida Atlântica, em Copacabana.

### 1993–01: Carreira solo e sucesso
Em 1993 gravou o primeiro CD solo, Um Beijo pra Você; com esse álbum estourou quatro sucessos, sendo "Menina", trilha sonora da novela global Tropicaliente. Por esse disco Netinho recebeu o primeiro disco de platina no Brasil e o primeiro de ouro no Chile. Em 1994 gravou outro disco, Nada Vai Nos Separar, e a canção "Como" ganhou espaço na trilha sonora da novela História de Amor. Já em São Paulo, Rio de Janeiro e Los Angeles, gravou o disco Netinho, que também ganhou uma canção na Rede Globo, dessa vez no seriado Malhação. O oitavo disco de carreira teve um sabor especial, gravado em Aracaju em 1996, intitulado Netinho ao Vivo!, com o sucesso "Milla", regravação da banda Jheremmias Não Bate Córner (que deu origem ao Jammil e Uma Noites). A canção, cantada por todo o Brasil, bateu recordes de execução e foi regravada em mais de oito línguas, incluindo o russo. No mesmo ano Netinho recebeu o título de Cidadão Sergipano da Câmara Municipal de Aracaju.
No ano seguinte foi vez do CD Me Leva, com a música "Pra Te Ter Aqui" que entrou na trilha sonora da novela Corpo Dourado, da Rede Globo, e virou sucesso em todo o Brasil. A canção "Você É Linda", música de Caetano Veloso interpretada por Netinho no CD Alguém Cantando Caetano entrou na trilha do seriado Malhação. Em 1998, depois de uma longa turnê por Portugal, Netinho voltou ao Brasil para criar, dirigir e lançar Rádio Brasil, um projeto que envolveu CD e show com novidades tecnológicas, lançado pela PolyGram. No mesmo ano a música "Indecisão" entrou na trilha sonora da novela global Andando nas Nuvens. Nesse mesmo ano o cantor relançou a Banda Beijo e apresentou a cantora Gilmelândia para o Brasil. Clareou foi o CD lançado por Netinho com muita mistura musical, entre elas a gravação da versão "Against All Odds", de Phil Collins, que virou "Pra Sempre Eu Vou Te Amar", e a canção "'O Surdato 'Nnammurato", que entrou na trilha sonora da novela Terra Nostra.
Em virtude do sucesso "Pra Te Ter Aqui", tema da novela da Rede Globo Corpo Dourado, o cantor fez uma participação na novela, no capítulo 52, exibido na terça-feira, 17 de março de 1998. No ano de 1999, o cantor fez uma notável participação do disco "A Arca dos Bichos". Os cantores participantes do disco foram: Ivete Sangalo, Reinaldo (Terra Samba), Carla Visi, Sandy, Beto Jamaica, Claudinho & Buchecha, Netinho, Gil (Banda Beijo), Chico César, Zeca Baleiro, Ed Motta, Paulo Ricardo e Xuxa. Mais tarde, em 2010-2013, este projeto tornou-se para os palcos. No ano 2000 Netinho atravessou o Atlântico com seu trio elétrico e desembarcou na Europa para comemorar os 500 anos do Brasil, em Lisboa, onde fez um carnaval para 80 mil pessoas no Parque das Nações. A música “Química Perfeita” (em espanhol), um dueto com Ivete Sangalo, foi a canção escolhida para a novela As Filhas da Mãe, da Rede Globo.

### 2002–presente: Amadurecimento
Em 2002 participou da segunda edição do “Portugal Elétrico”, em Portugal e para um show na África. Ainda no mesmo ano gravou o disco “Zuêra”, pela Universal Music, com releituras de clássicos da MPB, em formato pop dançante. No mesmo ano o cantor se desligou da gravadora. Já em 2003, Netinho passou todo o ano afastado de atividades profissionais. Netinho aproveitou seu afastamento da mídia e resolveu gravar um CD com composições próprias, que foi lançado em 2005 pela EMI Music, intitulado “Outra Versão”. O ano de 2006 foi marcante na vida de Netinho, afinal esse foi o ano da volta do artista para o público da Bahia e do Brasil. Nesse período o cantor gravou seu primeiro DVD, na Concha Acústica do Teatro Castro Alves, com convidados especiais como a cantora Ivete Sangalo e o grupo Ilê Aiyê. Desse projeto o cantor voltou com força total para matar as saudades dos shows, e principalmente dos fãs, que sempre estiveram junto com Netinho em todas as suas fases. Dessa nova temporada surgiu o sucesso “Tá Bom”, numa parceria com Carlinhos Brown, que foi uma dos grandes sucessos do Carnaval da Bahia em 2007.
Dando continuidade em sua carreira com shows em palco e trio elétrico pelo Brasil, reencontrando seus fãs e conquistando novos admiradores. Netinho voltou ao Carnaval da Bahia puxando o Bloco Trimix por três dias no Circuito Barra/Ondina. Logo após o carnaval, as composições “Onde Você Se Esconde”, gravada no seu DVD com participação de Ivete Sangalo, e a música “Na Capoeira” em homenagem ao Carnaval de Salvador viraram os novos sucessos do cantor. Em 2008 o CD "Minha Praia" lançado pela gravadora Som Livre, trouxe a regravação da música "Caça e Caçador", sucesso na voz de Fábio Junior, além do sucesso “Muito Bom” que estourou nas rádios de todo o país.
Em 2009, Netinho comemora 20 anos de carreira. Em setembro, gravou em Aracaju (SE), para cerca de seis mil pessoas, na área verde do Hotel Parque dos Coqueiros, seu segundo DVD “Netinho e a Caixa Mágica”, com participações dos amigos Saulo Fernandes (Banda Eva), Alinne Rosa (Cheiro de Amor), Tomate, D'Black e uma participação virtual e muito especial de Jorge Vercillo. Em paralelo a tudo isso, o cantor é indicado Grammy Latino 2009 na categoria de melhor álbum de música de raízes brasileiras (Regional Tropical) pelo CD Minha Praia. Além disso, foi premiado na categoria música, na a primeira versão prêmio Brazilian Award Brasil. 
Netinho lançou um clipe com as imagens do DVD e teve mais de 10 mil acessos no Youtube em menos de um mês e, em outubro, a primeira música de trabalho, Extrapolou, já estava em todas as rádios do país.
Em 2010, Netinho lançou a segunda música de trabalho e o clipe de Apertadinho. Depois de um trabalho criterioso de edição, o DVD foi lançado, oficialmente, em agosto. O DVD é rico em interpretação e encantamento, que estão presentes nas 23 faixas do trabalho. No repertório, entre regravações com outra roupagem e inéditas, destaque para Crença, Pra Te Ter Aqui e Onde Você Se Esconde, além das novas Extrapolou, Apertadinho e Erê. Pela primeira vez um artista baiano gravou um DVD com qualidade Full HD.  E para a reprodução ser fiel à tecnologia usada durante a gravação, o DVD Netinho e a Caixa Mágica terá uma edição limitada em Blu-Ray.

## Vida pessoal
Entre 1997 e 2003 foi casado com a jornalista Mariana Trindade, com quem teve uma filha, Bruna (2000). Em 2008 declarou ser bissexual. Em 2017 tornou-se vegano.
Filiado ao Partido Liberal, concorre nas eleições de 2022 a deputado federal na Bahia.

### Saúde
Netinho foi internado no dia 24 de abril de 2013, depois que os médicos constataram que ele estava com uma hemorragia no fígado após uma biópsia. Foi diagnosticado com adenomas do fígado em função do uso indiscriminado de esteroides androgênicos anabólicos, que subsequentemente provocaram uma série de derrames cerebrais, complicando ainda mais o estado clínico do cantor. Netinho declarou não saber que o que tomava eram anabolizantes proibidos, acreditando ser suplementos para treino e processou seu então médico, Mohamad Barakat. Mohamad no entanto processou Netinho por falsa acusação, mas perdeu a ação, pois o juíz entende que é direito de qualquer cidadão questionar os métodos médicos.

### Polêmicas
Em 2020, Netinho criticou a comunidade LGBT, alegando que eles "só enxergam a vida pela lente do fiofó". Também criticou o Carnaval de Salvador dizendo que a festa só é Sodoma e Gomorra.
Em 2021, Netinho foi criticado por Manno Goés, compositor de Milla, por usar a música no protesto pró Bolsonaro, alegando no Twitter que Netinho não deveria usar mais a música dele, chamando-o de "débil mental".
Mais tarde, Netinho processou o autor de Milla por danos morais, reclamando de  "condutas abusivas" e "declarações ofensivas".

## Discografia
Álbuns de estúdio
- Um Beijo Pra Você (1993)
- Nada Vai Nos Separar (1994)
- Netinho (1995)
- Me Leva (1997)
- Rádio Brasil (1998)
- Clareou (1999)
- Corpo Cabeça (2000)
- Outra Versão (2005)
- Minha Praia (2008)
- Uma Noite no Forró Elétrico (2012)
- Beats, Baladas & Balanços (2014)

Álbuns ao vivo
- Netinho ao Vivo! (1996)
- Terra Carnavális (2001)
- Por Inteiro (2006)
- Netinho e a Caixa Mágica (2010)